# Tiridates III de Armenia
Trdat III o Surp Trdat (san Trdat en armenio oriental; Drtad en armenio occidental) fue rey de Armenia del 287 al 330, llamado el Grande, santo y fundador de la Iglesia armenia (nacido hacia el 280 - muerto en 330) era bisnieto del rey arsácida Cosroes I (216/217-252), sobrino de Tiridates II, e hijo de Cosroes II (279/280-287). La cronología de los reyes armenios del siglo III es muy discutida, porque la principal fuente es la historia novelizada de Agathangelos, que nos ha sido transmitida en varios resúmenes contradictorios y que mezcla a dos Cosroes y dos Tiridates.
Según la historia contada por Agathangelos, el joven Trdat huyó de los sasánidas que habían invadido Armenia bajo las órdenes de Sapor I (hacia 252) y asesinado a su padre Cosroes. Se dirigió a Capadocia, que estaba en manos de Roma, y allí conoció a san Gregorio el Iluminador, hijo de Anak, el cual había estado implicado en el asesinato de su padre. El príncipe Trdat, que poseía fuerzas sobrehumanas, sirvió bajo Diocleciano, venciendo en un duelo a un príncipe godo y recuperando Armenia, donde sirvió a dioses paganos y persiguió a los cristianos. Gregorio el Iluminador fue martirizado y condenado a morir en una mazmorra abajo del castillo del rey, en la que permaneció 14 años, por haberse negado a hacer un sacrificio a la diosa Anahit. Tiridates, tras enfermar, es curado por el Dios de Gregorio y se convierte al cristianismo ortodoxo u oriental, convirtiéndola en religión oficial, con lo que fue el primer estado en abrazar oficialmente el cristianismo. En 330 Tiridates es envenenado por nobles que se oponían al cristianismo.
Tradicionalmente se sitúa la conversión de Armenia en el 301 y la construcción del templo Etchmiadzín en el 303, por lo que se fecha la vuelta de Tiridates a Armenia hacia el 286 o el 288. Sin embargo, la conversión de Armenia debe situarse tras el nombramiento de Gregorio como [patriarca] en 315, con lo que la subida al trono de Tiridates debe situarse en relación con la paz de Nísibis en el 298.
El Gran Rey persa Narsés, hijo de Sapor I, atacó Armenia en 296 y expulsó (¿o mató?) al usurpador, que en el 287 había asesinado a Cosroes II, padre de Tiridates. El ejército romano, que bajo órdenes del césar Galerio Maximiano vino en ayuda de los armenios, fue derrotado por los persas en Carras (Amiano Marcelino), pero en el año siguiente Narsés fue derrotado. Bajo protección romana, Tiridates tomó el gobierno del país. Como consecuencia de la paz de Nisibis entre romanos y persas, Armenia perdió algunos territorios; fue compensada con territorios de Albania caucásica, pero tuvo que reconocer la supremacía de Roma.
Venerado como santo, la fiesta de San Tiridates Rey se celebra el 29 de noviembre.